# Commiphora pedunculata
Commiphora pedunculata är en tvåhjärtbladig växtart som först beskrevs av Kotschy & Peyr., och fick sitt nu gällande namn av Adolf Engler. Commiphora pedunculata ingår i släktet Commiphora och familjen Burseraceae. Inga underarter finns listade i Catalogue of Life.